# Nausinoos
Dans la mythologie grecque, Nausinoos est le fils de la nymphe Calypso et d'Ulysse, et le frère de Nausithoos. Ces deux fils d'Ulysse sont mentionnés par Hésiode dans sa Théogonie. Dans l’Odyssée, par contre, le seul enfant d'Ulysse est Télémaque.

## Source
- Hésiode, Théogonie [détail des éditions] [lire en ligne], 1017-1018.